# Reprezentacja Portoryka w piłce siatkowej mężczyzn

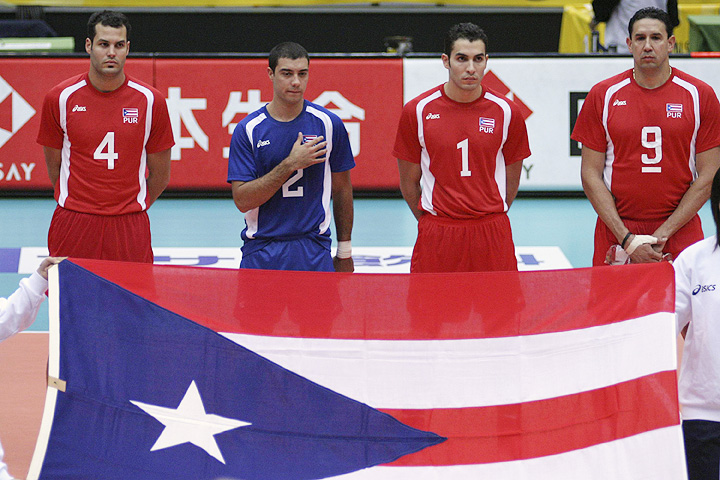
Reprezentanci Portoryko na Mistrzostwach Świata 2006, od lewej: Víctor Rivera (4), Gregory Berríos (2), José Rivera (1), Luís Rodríguez (9)

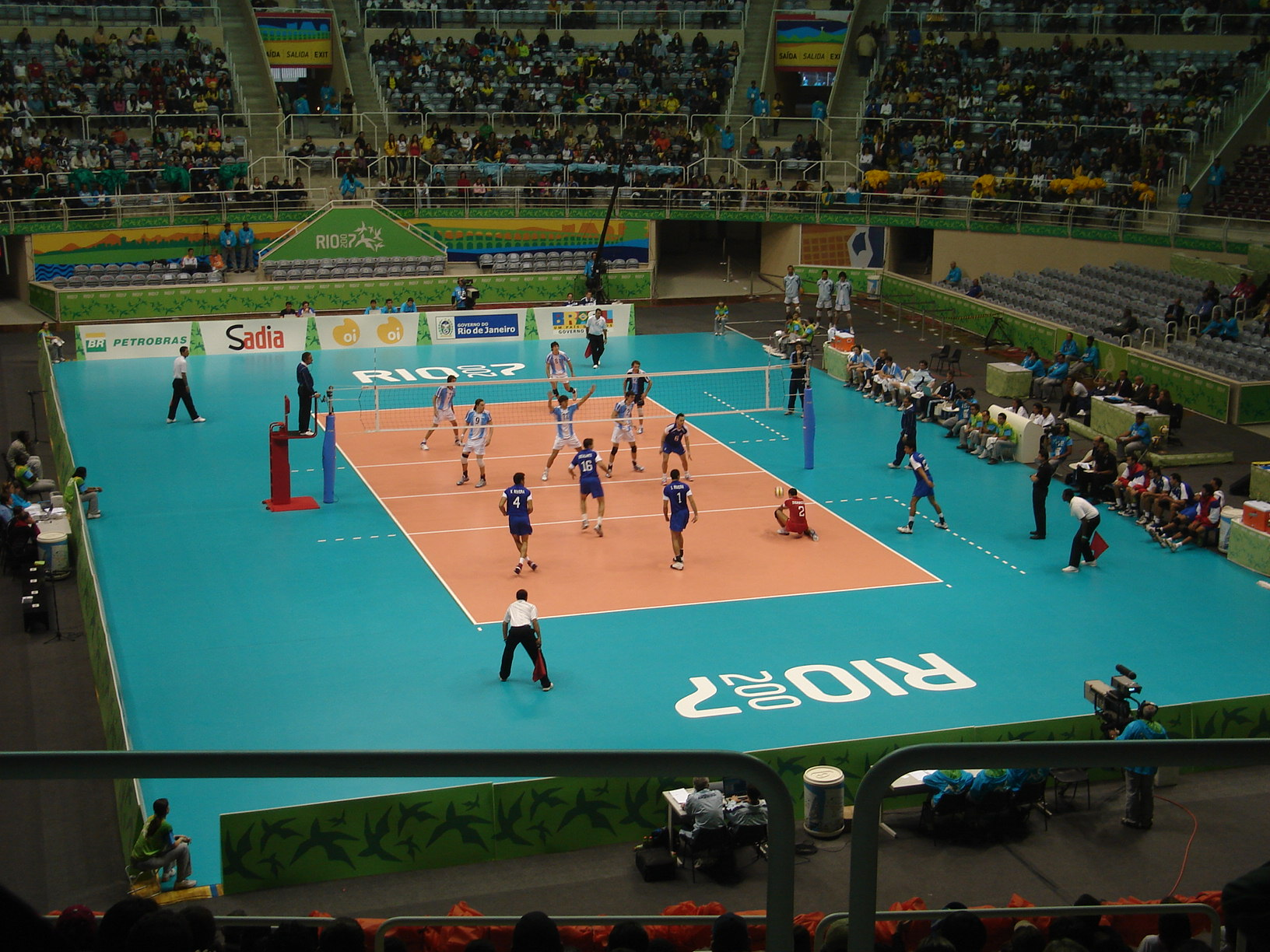
Reprezentanci Portoryko z reprezentacją Argentyny w meczu o 5. miejsce na Igrzyskach Panamerykańskich 2007

Reprezentacja Portoryka w piłce siatkowej mężczyzn - narodowa drużyna reprezentująca Portoryko w rozgrywkach międzynarodowych. Drużyna Portoryko która jest stosunkowo młodą federacją obecnie jest jedną z najlepszych drużyn w Ameryce Północnej oraz liczącą się ekipą w światowej siatkówce. W ciągu ostatnich lat zespół zdobył liczne medale na lokalnych turniejach siatkarskich a także regularnie występuje w Pucharze Świata oraz innych imprezach międzynarodowych przez co zespół portorykański jest obecnie sklasyfikowany jako trzecia najlepsza drużyna Ameryki Północnej zaraz za reprezentacją Kuby oraz reprezentacją Stanów Zjednoczonych.
Do największych sukcesów drużyny portorykańskiej zalicza się medale Mistrzostw Ameryki Północnej, Środkowej i Karaibów, Pucharu Panamerykańskiego, zwycięstwo w Igrzyskach Ameryki Środkowej i Karaibów w 2006 roku a także zajęcie 6. miejsca w Pucharze Świata w 2007 roku.

## Osiągnięcia
Igrzyska Ameryki Środkowej i Karaibów:
- 1938, 2002, 2006, 2010, 2018[2]
- 1935, 1946, 1954, 1993, 2014
- 1950, 1959, 1986

Puchar Panamerykański:
- 2007, 2017[3]
- 2010, 2024[4]

Mistrzostwa Ameryki Północnej, Środkowej i Karaibów:
- 2021[5]
- 2007
- 2009[6], 2015[7]

## Udział reprezentacji Portoryko naMistrzostwach Świata
| Czechosłowacja   | brak udziału | 1949 |
| ZSRR             | brak udziału | 1952 |
| Francja          | brak udziału | 1956 |
| Brazylia         | brak udziału | 1960 |
| ZSRR             | brak udziału | 1962 |
| Czechosłowacja   | brak udziału | 1966 |
| Bułgaria         | brak udziału | 1970 |
| Meksyk           | 23. miejsce  | 1974 |
| Włochy           | brak udziału | 1978 |
| Argentyna        | brak udziału | 1982 |
| Francja          | brak udziału | 1986 |
| Brazylia         | brak udziału | 1990 |
| Grecja           | brak udziału | 1994 |
| Japonia          | brak udziału | 1998 |
| Argentyna        | brak udziału | 2002 |
| Japonia          | 12. miejsce  | 2006 |
| Włochy           | 13. miejsce  | 2010 |
| Polska           | 21. miejsce  | 2014 |
| Włochy/ Bułgaria | 21. miejsce  | 2018 |
| Polska/ Słowenia | 22. miejsce  | 2022 |
| Filipiny         | brak udziału | 2025 |